# Gościszów (przystanek kolejowy)
Gościszów – przystanek osobowy a dawniej stacja kolejowa w Gościszowie na linii kolejowej nr 283 Jelenia Góra – Żagań, w województwie dolnośląskim. Przystanek został zamknięty w 1996 roku, ponownie działa od 9 grudnia 2007 roku, wraz z wprowadzeniem rozkładu jazdy PKP 2007/2008.